# Под десятью флагами
«Под десятью флагами» (итал. Sotto dieci bandiere; англ. Under Ten Flags) — итало-американский военный фильм 1960 года, снятый режиссёром Дуилио Колетти.

## Сюжет
Основан на реальных событиях времён Второй мировой войны. Британское адмиралтейство поручает военно-морскому флоту выследить и уничтожить немецкий вспомогательный крейсер «Атлантис», который под командованием капитана Бернхарда Рогге в результате морских рейдов с мая 1939 по ноябрь 1941 года потопил 22 корабля союзников. После восемнадцати месяцев успешных морских рейдов немецкий вспомогательный крейсер «Атлантис» был потоплен в водах Южной Атлантики британским крейсером «Девоншир».

## В ролях
- Ван Хефлин — капитан Бернхард Рогге
- Чарльз Лоутон — адмирал Рассел
- Милен Демонжо — Зизи
- Джон Эриксон — лейтенант Крюгер
- Сесил Паркер — полковник Ховард
- Фолько Лулли — Пако
- Алекс Никол — Кнохе, английский шпион
- Лиам Редмонд — капитан Виндзор
- Элеонора Росси Драго — Эльза
- Ральф Трумэн — адмирал Бенсон
- Грегуар Аслан — командир на борту «Абдуллы»
- Питер Карстен — лейтенант Мор
- Джан Мария Волонте — Сэмюэл Браунштейн
- Дитер Эпплер — доктор Хартманн
- Эдит Питерс — сестра
- Коррадо Пани — немецкий моряк
- Джеронимо Мейнье — немецкий моряк
- Мойра Орфей — потерпевшая кораблекрушение
- Жерар Хертер — капитан подводной лодки
- Умберто Спадаро — телеграфист «Абдуллы»

## Съёмочная группа
- Режиссёр: Дуилио Колетти
- Продюсер: Дино Де Лаурентис
- Сценаристы: Витториано Петрилли, Дуилио Колетти, Ульрих Мёр
- Оператор: Альдо Тонти
- Композитор: Нино Рота

## Номинации
- Берлинский кинофестиваль — номинация (1960)[2]